# WFDC1
WFDC1‏ (WAP four-disulfide core domain 1) هوَ بروتين يُشَفر بواسطة جين WFDC1 في الإنسان.